# 普雷斯克艾爾 (緬因州)
普雷斯克艾爾（英語：Presque Isle，/prɛsk aɪl/，法語的意思是「半島」），是美國緬因州阿魯斯圖克縣的一座城市、也是該縣最大的城市。根據美國2000年人口普查，人口為9,511人。
1859年4月4日設鎮。1940年1月1日建市。